# Чемпионат мира по биатлону 1989
24-й чемпионат мира по биатлону прошёл с 7 по 12 марта 1989 года в Файстриц-ан-дер-Драу (коммуна Патернион), Австрия. Чемпионат впервые проводился как объединённый чемпионат среди мужчин и женщин. Также впервые в программу чемпионата была включена командная гонка.

## Мужчины

### Спринт 10 км
| Место | Страна   | Спортсмен          | Время   | Стр. |
| ----- | -------- | ------------------ | ------- | ---- |
| 1     | ГДР      | Франк Лук          | 28,08.7 | 0+0  |
| 2     | Норвегия | Эйрик Квальфосс    | 28,14.1 | 1+0  |
| 3     | СССР     | Юрий Кашкаров      | 28,32.7 | 0+1  |
| 4     | Италия   | Йоханн Пасслер     | 28,39.1 | 0+1  |
| 5     | ГДР      | Франк-Петер Рёч    | 28,44.5 | 1+1  |
| 6     | Норвегия | Сильфест Глимсдаль | 28,47.9 | 0+2  |
| 7     | СССР     | Сергей Чепиков     | 28,59.4 | 2+0  |
| 8     | СССР     | Александр Попов    | 29,02.6 | 0+0  |
| 9     | ГДР      | Бирк Андерс        | 29,08.0 | 0+2  |
| 10    | Италия   | Андреас Цингерле   | 29,11.5 | 0+1  |

### Индивидуальная гонка на 20 км
| Место | Страна   | Спортсмен        | Время     | Стр.    |
| ----- | -------- | ---------------- | --------- | ------- |
| 1     | Норвегия | Эйрик Квальфосс  | 58,13.0   | 0+0+0+1 |
| 2     | Норвегия | Гисле Фенне      | 59,20.8   | 0+0+0+0 |
| 3     | ФРГ      | Фриц Фишер       | 1:00,48.1 | 0+2+0+0 |
| 4     | ГДР      | Франк Лук        | 1:00,50.8 | 0+2+0+0 |
| 5     | Италия   | Андреас Цингерле | 1:01,01.8 | 0+0+0+1 |
| 6     | Болгария | Спас Златев      | 1:01,03.8 | 0+1+0+0 |
| 7     | СССР     | Сергей Чепиков   | 1:01,44.5 | 1+0+1+0 |
| 8     | ГДР      | Франк-Петер Рёч  | 1:01,56.6 | 0+0+1+2 |
| 9     | Австрия  | Альфред Эдер     | 1:02,21.6 | 0+0+0+2 |
| 10    | ФРГ      | Франц Вуди       | 1:02,40.4 | 0+0+0+2 |

### Эстафета 4×7,5 км
| Место | Страна   | Спортсмен                                                   | Время | Стр. |
| ----- | -------- | ----------------------------------------------------------- | ----- | ---- |
| 1     | ГДР      | Франк Лук Андрэ Земиш Бирк Андерс Франк-Петер Рёч           | …     | …    |
| 2     | СССР     | Юрий Кашкаров Сергей Чепиков Александр Попов Сергей Булыгин | …     | …    |
| 3     | Норвегия | Гейр Ейнанг Сильфест Глимсдаль Гисле Фенне Эйрик Квальфосс  | …     | …    |

### Командная гонка
| Место | Страна | Спортсмен                                                   | Время | Стр. |
| ----- | ------ | ----------------------------------------------------------- | ----- | ---- |
| 1     | СССР   | Юрий Кашкаров Сергей Булыгин Александр Попов Сергей Чепиков | …     | …    |
| 2     | ФРГ    | Франц Вуди Герберт Фритценвенгер Георг Фишер Фриц Фишер     | …     | …    |
| 3     | ГДР    | Андреас Хейманн Андре Земиш Райк Диттрих Штефан Хоос        | …     | …    |

## Женщины

### Спринт 7,5 км
Гонка прошла 11 февраля 1989 года.
| Место             | Страна   | Спортсмен            | Время   | Стр. |
| ----------------- | -------- | -------------------- | ------- | ---- |
| 1                 | Норвегия | Анне Эльвебакк       | 27:12.3 | 0+2  |
| 2                 | Болгария | Цветана Крастева     | +3.1    | 1+1  |
| 3                 | СССР     | Наталья Приказчикова | +12.5   | 2+1  |
| Финишный протокол |          |                      |         |      |

### Индивидуальная гонка на 15 км
Гонка прошла 7 февраля 1989 года.
| Место             | Страна   | Спортсмен         | Время     | Стр.    |
| ----------------- | -------- | ----------------- | --------- | ------- |
| 1                 | ФРГ      | Петра Шааф        | 1:06:11.2 | 0+0+1+1 |
| 2                 | Норвегия | Анне Эльвебакк    | +20.4     | 1+0+1+1 |
| 3                 | СССР     | Светлана Давыдова | +1:14.0   | 1+1+1+0 |
| Финишный протокол |          |                   |           |         |

### Эстафета 3×5 км
Гонка прошла 12 февраля 1989 года.
| Место             | Страна       | Спортсмен                                             | Время     | Стр. |
| ----------------- | ------------ | ----------------------------------------------------- | --------- | ---- |
| 1                 | СССР         | Наталья Приказчикова Светлана Давыдова Елена Головина | 1:23:15.5 | 0 0  |
| 2                 | Болгария     | Цветана Крастева Мария Манолова Надежда Алексиева     | +2:14.4   | 0 0  |
| 3                 | Чехословакия | Ева Буресова Рената Новотна Иржина Адамичкова         | +2:52.0   | 0 0  |
| Финишный протокол |              |                                                       |           |      |

### Командная гонка
Гонка прошла 9 февраля 1989 года.
| Место             | Страна   | Спортсмен                                                              | Время     | Стр. |
| ----------------- | -------- | ---------------------------------------------------------------------- | --------- | ---- |
| 1                 | СССР     | Наталья Приказчикова Светлана Давыдова Луиза Черепанова Елена Головина | 1:05:38.8 | …    |
| 2                 | Норвегия | Синнове Торесен Элин Кристиансен Анне Эльвебакк Мона Боллеруд          | +2:09.2   | …    |
| 3                 | ФРГ      | Инга Кеспер Даниэла Хёрбургер Дорина Пипер Петра Шааф                  | +2:15.3   | …    |
| Финишный протокол |          |                                                                        |           |      |

## Зачет медалей
| Место | Страна       | Золото | Серебро | Бронза | Итого |
| ----- | ------------ | ------ | ------- | ------ | ----- |
| 1     | СССР         | 3      | 1       | 3      | 7     |
| 2     | Норвегия     | 2      | 4       | 1      | 7     |
| 3     | ГДР          | 2      | 0       | 1      | 3     |
| 4     | ФРГ          | 1      | 1       | 2      | 4     |
| 5     | Болгария     | 0      | 2       | 0      | 2     |
| 6     | Чехословакия | 0      | 0       | 1      | 1     |